# Лебедев, Владимир Николаевич (кинорежиссёр)
Владимир Николаевич Ле́бедев (1882—1951) — русский и советский биолог, зоолог, цитолог, автор исследований строения различных клеток, режиссёр научного и научно-популярного кино, основоположник научной микрокиносъёмки, разработал метод замедленной киносъемки живых объектов. Лауреат Сталинской премии второй степени (1941). Профессор.

## Биография
Родился в Твери в семье нотариуса Николая Ильича Лебедева, общественного деятеля и мецената и Елизаветы Ивановны Лебедевой (ур. — Добросердова). В семье было шестеро детей: Лидия (1872), Ольга (1873), Виктор (1874), Николай (187?), Варвара (1879) и Владимир (1882).
В 1901 г. поступил на Естественное отделение физико-математического факультета Императорского Московского университета. По окончании университета уехал в Германию, где более двух лет учился в Мюнхенском университете и стажировался в области зоологии в лаборатории проф. Р. Гертвига, специалиста по клеточному делению, впоследствии пропагандировавшего идеи Н. К. Кольцова о внутриклеточном скелете. С 1909 г. стал преподавателем зоологии на Московских Высших женских курсах, а позднее — профессором кафедры зоологии и паразитологии Медицинского факультета этого же вуза, переименованного впоследствии во Второй Московский университет.
Область научных интересов Владимира Николаевича в 1900-х — 1910-х гг. была связана главным образом с изучением строения простейших с помощью методов микрокиносъемки. В. Н. Лебедев считается основателем микрокиносъемки по меньшей мере в Российской Империи и Советском союзе и его пристрастие к кино-фототехнике сыграло очень важную роль в техническом оснащении вновь созданного Института экспериментальной биологии. В.Н. Лебедев входил в Московскую группу любителей научного кино при МГУ. Эта группа регулярно проводила общедоступные лекции, сопровождаемые научными фильмами, устраивала воскресные чтения, активно содействовала использованию кино в научно-исследовательской работе. В.Н. Лебедев принимал непосредственное участие в организации университетского кинолектория, был одним из первых советских учёных, посвятивших себя разработке методов киносъёмки микроорганизмов. Он соединил кинокамеру с микроскопом и добился превосходных результатов как в лабораторной, так и в творческой практике. Ещё в 1911 г. на кинофабрике АО «Ханжонков и К°» В. Н. Лебедев, используя разработанный им метод замедленной киносъемки с помощью киноаппарата собственной конструкции, создал первый биологический кинофильм «Инфузория» (выпущен в 1912), основанный на микросъёмке, который получил широкую известность не только на Родине автора, но и за рубежом.
С 1917 года Лебедев вместе Н. К. Кольцовым занимался организаций Института экспериментальной биологии, для которого биологи вместе написали программу. В 1920 г. Владимир Николаевич стал сотрудником Института экспериментальной биологии в должности ассистента (по 1923 г.), затем директора Аниковской генетической станции в Подмосковье (по 1924 г.) и, наконец, заместителя директора Института (с 1923 по 1938 г.). Он был ближайшим помощником Н. К. Кольцова по многим научным и по всем организационным и хозяйственным проблемам Института на протяжении 15 лет.
Известно, что Н. К. Кольцов придавал громадное значение техническому оснащению своего института. Без микроскопов и других приборов проводить экспериментальную работу в институте, где основные направления — цитология и генетика, было невозможно. Н. К. Кольцову нужен был надежный соратник. Б. Л. Астауров и П. Ф. Рокицкий в своей книге «Николай Константинович Кольцов» (1975) писали: «В этом очень трудном деле основную роль играл постоянный заместитель директора В. Н. Лебедев — профессор, зоолог по специальности, отдавший все силы институту и не гнушавшийся самой грязной технической работой по ремонту и конструированию всякой аппаратуры. Под его руководством была организована первая в СССР микрокинолаборатория, которой широко пользовались цитологи (П. И. Живаго и др.), создавались первые киноаппараты для съемок живых объектов, в том числе первый в СССР биологический научный кинофильм, за который он получил правительственную награду».
Владимир Николаевич в Кольцовском институте создал первую в нашей стране лабораторию микрокиносъемки, которую он возглавлял до 1930 г. В лаборатории мастера работали крупнейшие мастера советской научной кинематографии: кинорежиссёры А. М. Згуриди, Б. Г. Долин, Н. В. Грачёв; конооператоры М. Г. Пискунов, А. Кудрявцев, А. Свешников, П. Косов и др., считавшие себя учениками В. Н. Лебедева.
Несмотря на многочисленные обязанности заместителя директора Института, Владимир Николаевич параллельно работал на Союзтехфильме, что обеспечивало производство научных фильмов, изготовляемых в Институте экспериментальной биологии.
В 1922 г. он создал фильм «Близнецы» — документальную киноленту о наблюдениях за 23 парами одно- и двуяйцевых близнецов; в 1926 г. — фильм о работах Н. К. Кольцова «Пигментные клетки» (для демонстрации на «Неделе российской науки» в Берлине в 1927 г.); в 1927 г. — фильм к опытам П. И. Живаго «Применение киносъемки для прижизненного обнаружения структур клеток, неразличимых обычными методами»; в 1932 г. — «Одноклеточные организмы»; в 1935 г. — «Грибы»; в 1937 г. — «Водоросли»; в 1939 г. — «Опыты по физиологии сердца»; в 1949 г. — «Культура тканей».
В 1941 г. награждён Сталинской премией за участие в создании фильма «В глубинах моря», выпущенном в 1939 г., и «Сила жизни» (1940).
Его авторитет в области научной кинематографии был велик и после 1930 г. он установил контакты с государственными киноорганизациями, что позволило значительно расширить возможности для производства научных, научно-популярных и учебных кинофильмов в СССР.
В этот период В. Н. Лебедев и Б. Л. Астауров по инициативе Н. К. Кольцова организовали экспедицию в Туркмению. Цель этой трудной и небезопасной экспедиции (несколько сот километров по пустыне на лошадях и верблюдах) состояла в изучении наследования белой окраски у верблюдов при межвидовом скрещивании.
Работу Владимира Николаевича на посту заместителя директора Кольцовского института сотрудники оценивали очень высоко. Б. Л. Астауров и П. Ф. Рокицкий (1975) писали: «Благодаря энергии Кольцова и громадной помощи его заместителя, ближайшего помощника и друга В. Н. Лебедева Институт экспериментальной биологии вошел в передовую шеренгу биологических институтов мира».
Владимир Николаевич до конца оставался преданным помощником Н. К. Кольцова. О трагических днях декабря 1940 г. Б. Л. Астауров и П. Ф. Рокицкий вспоминали: «Как только было получено из Ленинграда тревожное известие о болезни Кольцова, туда сейчас же выехал его близкий друг В. Н. Лебедев».
С 1949 г. после слияния Института цитологии, гистологии и эмбриологии АН СССР с Институтом эволюционной морфологии АН СССР Владимир Николаевич продолжал работать во вновь созданном Институте морфологии животных АН СССР.
В. Н. Лебедев скончался 20 февраля 1951 г.
Похоронен на Новодевичьем кладбище (участок № 4, ряд 17).

## Семья
- Жена — Лебедева Елена Васильевна (ур. — Модестова), родилась в Твери в семье священнослужителя Василия Михайловича Модестова и Ольги Александровны Модестовой (ур. — Пешехонова из рода потомственных священнослужителей и иконописцев). Родной брат — Модестов Сергей Васильевич (1882—1919), деятель революционного движения, член РСДРП с 1902 г.
- Дочь — Ефрон (ур. — Лебедева) Наталия Владимировна (1910—1976)
- Сын — Лебедев Сергей Владимирович (1913—1990), физик-экспериментатор, доктор физико-математических наук
- Внук — Лебедев Владимир Сергеевич (род. 1954, Москва), физик, доктор физико-математических наук, профессор, зав. кафедрой МФТИ.

## Фильмография
- 1912 — Инфузория
- 1922 — Близнецы
- 1926 — Пигментные клетки
- 1927 — Применение киносъемки для прижизненного обнаружения структур клеток, неразличимых обычными методами
- 1932 — Одноклеточные организмы
- 1935 — Грибы
- 1937 — Водоросли
- 1939 — Опыты по физиологии сердца
- 1939 — В глубинах моря (науч. консультант) — фильм получил Сталинскую премию
- 1940 — Сила жизни
- 1945 — Живая клетка (совместно с Л.А. Печориной)
- 1949 — Культура тканей
- 1950 — Фагоцитоз

## Награды и премии
- Сталинская премия второй степени (1941) — за фильмы «В глубинах моря» (1939) и «Сила жизни» (1940)
- Орден «Знак Почёта» (1940)[1]
- Орден «Знак Почёта» (1950) — за выдающиеся заслуги в развитии советской кинематографии, в связи с 30-летием[2]